# Observatoire naval des États-Unis
L'observatoire naval des États-Unis (en anglais United States Naval Observatory, en abrégé USNO) est une des agences scientifiques les plus anciennes des États-Unis. Situé dans Northwest à Washington, il est l'un des rares observatoires situés dans une zone urbaine ; à l'époque de sa construction, il était loin de la pollution lumineuse générée par le petit centre-ville de l'époque.

## Histoire

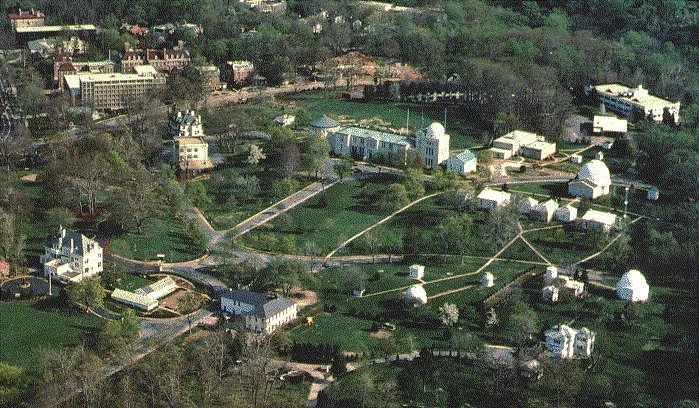
Vue aérienne de l'observatoire naval des États-Unis.

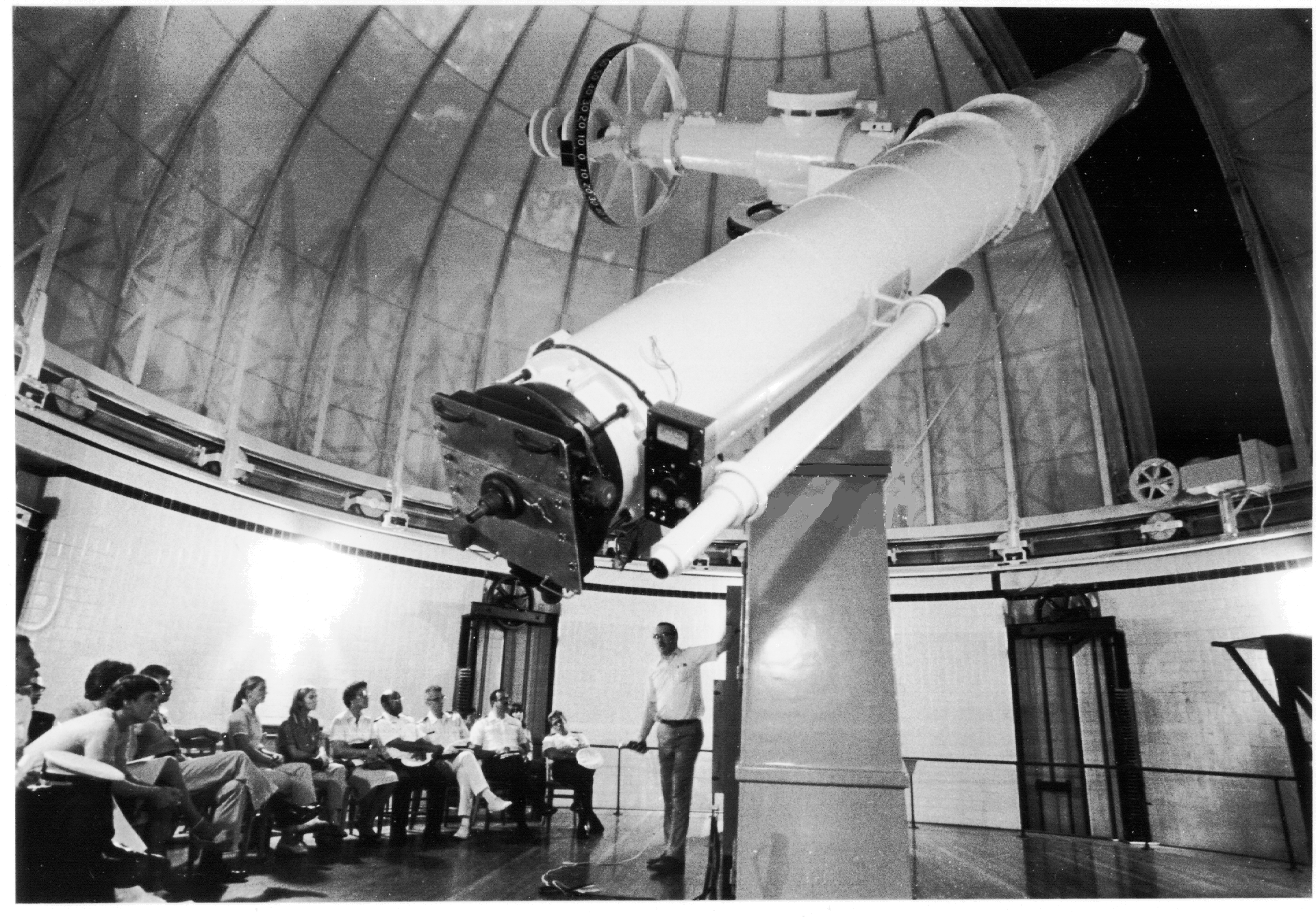
Le télescope en 1980.

Créé en 1830 en tant que Depot of Charts and Instruments, il fut transformé en observatoire national en 1842 par une loi fédérale. James Melville Gilliss (en) était chargé du projet. 
La première mission de l'observatoire était d'entretenir les chronomètres, cartes et autres matériels de navigation de l'US Navy. Il étalonnait les chronomètres de marine en mesurant le transit des étoiles au passage du méridien. Situé initialement dans le centre-ville à Foggy Bottom (près du Kennedy Center), l'observatoire fut déplacé à son emplacement actuel en 1893, au sommet d'Observatory Hill dominant Massachusetts Avenue (en), au milieu de jardins parfaitement circulaires.
Le premier super-intendant fut le Navy Commander Matthew Fontaine Maury. Maury disposait de la première boule horaire vulcanisée du monde, créée selon ses spécifications par Charles Goodyear pour le U.S. Observatory. C'était la première boule horaire des États-Unis et la 12e du monde. Maury conservait le temps exact grâce aux étoiles et aux planètes. Quand la boule horaire tombait, un drapeau était hissé automatiquement, permettant à tous les navires et civils de savoir l'heure exacte. Donc, le temps était conservé non seulement à Washington, mais également, grâce à l'usage du télégraphe, dans tous les États de l'Union. Le temps était également « vendu » aux compagnies de chemin de fer et était utilisé conjointement avec les chronomètres de chemin de fer pour programmer les transports ferroviaires américains. Au début du XXe siècle, le Arlington Time Signal diffusait ce service aux récepteurs radio.
Les noms National Observatory et Naval Observatory furent tous deux utilisés pendant 10 ans, jusqu'à ce qu'une ordonnance soit édictée, demandant d'utiliser uniquement le terme Navy Observatory. L'ancien président John Quincy Adams avait souhaité qu'il soit appelé le National Observatory. Adams passa de nombreuses nuits à l'observatoire avec Maury, observant et relevant les positions des étoiles, car l'étude des étoiles avait toujours été un de ses loisirs favoris - autre raison pour laquelle il émit une proposition de loi pour la création d'un observatoire national juste avant de quitter la présidence.  
En novembre 1913, l'observatoire de Paris, utilisant la tour Eiffel comme antenne, échangea des signaux (radio) sans fil avec le U.S. Naval Observatory, qui utilisait une antenne située à Arlington pour déterminer précisément la différence de longitude entre les deux observatoires.

## Activité actuelle
Aujourd'hui et comme dans le passé, l'actuel U.S. Naval Observatory continue d'être un acteur majeur dans les domaines de la conservation du temps et de l'observation céleste. En collaboration avec le laboratoire Rutherford Appleton en Grande-Bretagne, il détermine le temps et les données astronomiques nécessaires à une navigation précise et à l'astronomie fondamentale, et diffuse ces informations dans le Astronomical Almanac (en). Il fournit toujours le temps universel des installations, navires et satellites de l'US Navy.
Il est peut-être mieux connu du grand public pour ses horloges atomiques très précises et la remise en place d'une boule horaire en l'an 2000. Il dépend administrativement du Naval Meteorology and Oceanography Command (en) de l'US Navy.

## Résidence officielle du vice-président des États-Unis

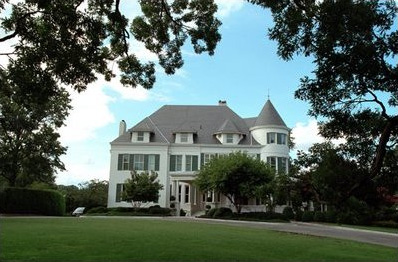
Number One Observatory Circle, 2001.

Depuis 1974, le Number One Observatory Circle, une maison située sur le terrain de l'observatoire (anciennement résidence du super-intendant puis celle du chef des opérations navales), est la résidence officielle du vice-président des États-Unis d'Amérique.
En septembre 2006, la vue aérienne du site était floutée sur Google Earth et sur Google Maps, tandis que les vues aériennes du reste de Washington étaient visibles en haute résolution. À la même date, le concurrent Yahoo! Maps (en) ne floutait pas cet endroit.